# منال بو علي
منال بو علي هي مذيعة لأخبار الطقس في قناة الجزيرة.
متحصلة على ماجستير البحث العلمي في المعلوماتية والتصرف من جامعة ليلل بفرنسا ... هي تونسية الجنسية من مواليد 15 مارس 1982 .. التحقت بمجال الاعلام منذ سنة 2001 حيث عملت بمؤسسة التلفزة التونسية وتميّزت بتقديم برامج متنوعة... شغلت منصب رئيس مصلحة الميزانية بوحدة المالية بالتلفزة التونسية والتحقت بجامعة طيبة بالمملكة العربية السعودية لتدريس علوم الحاسب الالي.